# Mahabat-Khan-Moschee

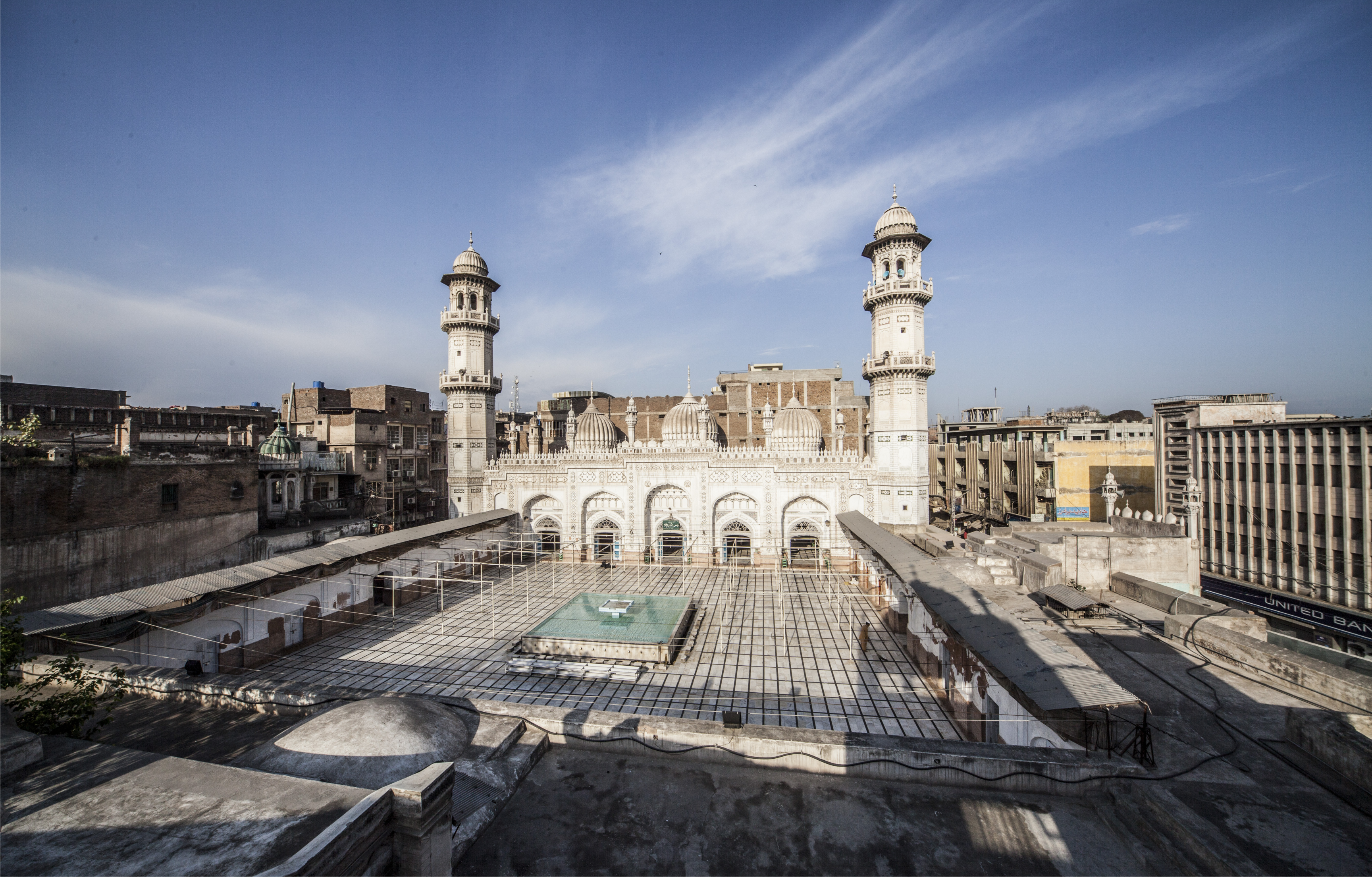
Mahabat-Khan-Moschee

Die Mahabat-Khan-Moschee ist eine Moschee aus dem 17. Jahrhundert in Peschawar, Khyber Pakhtunkhwa, Pakistan. Die Moschee ist nach Nawab Mahabat Khan benannt, einem Mogul-Gouverneur, der unter den Kaisern Shah Jahan und Aurangzeb des Mogul-Reiches diente. Es ist die berühmteste und älteste Moschee in Peschawar.

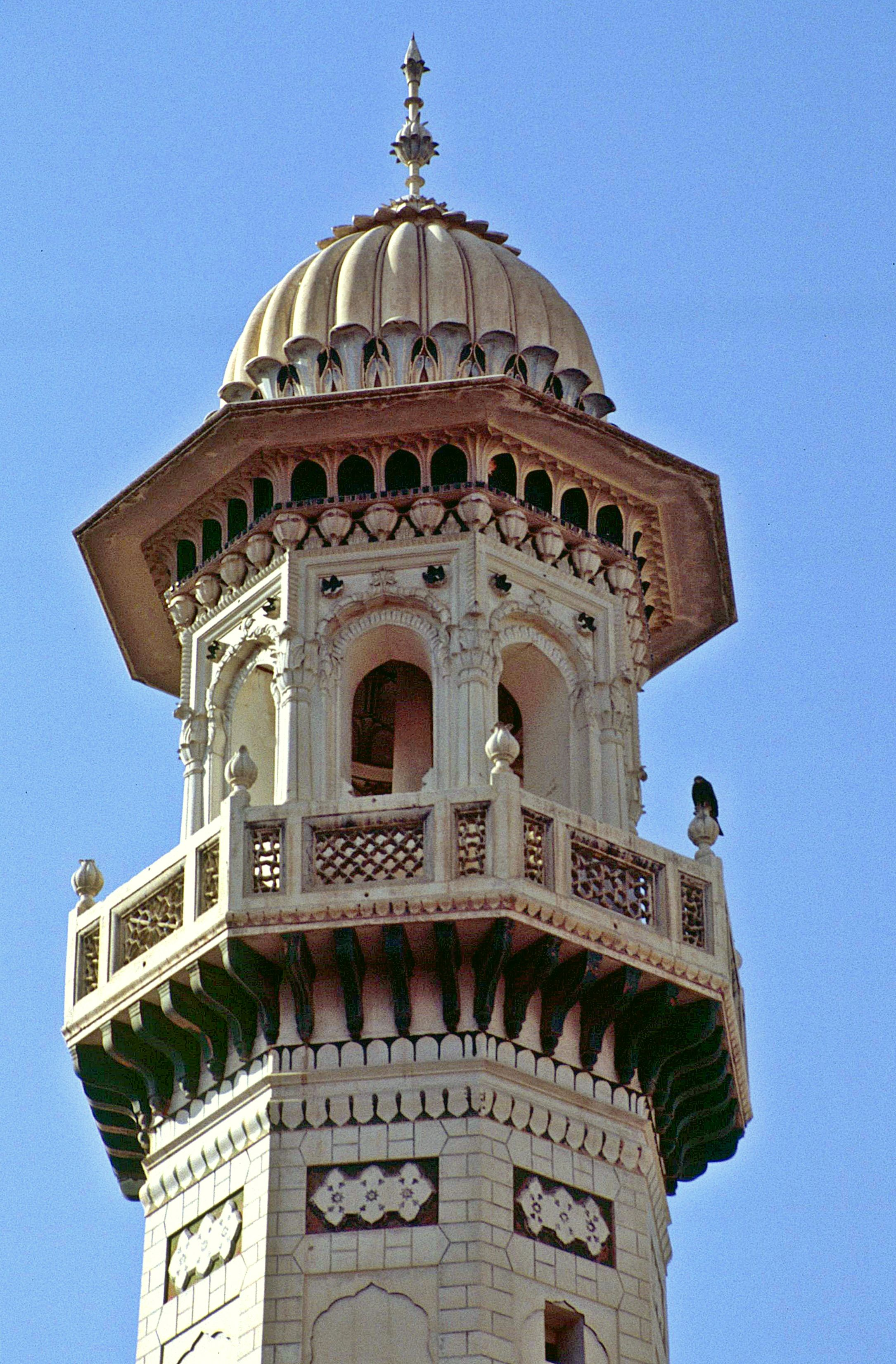
Minarett der Mahabat-Khan-Moschee